# Tonhof

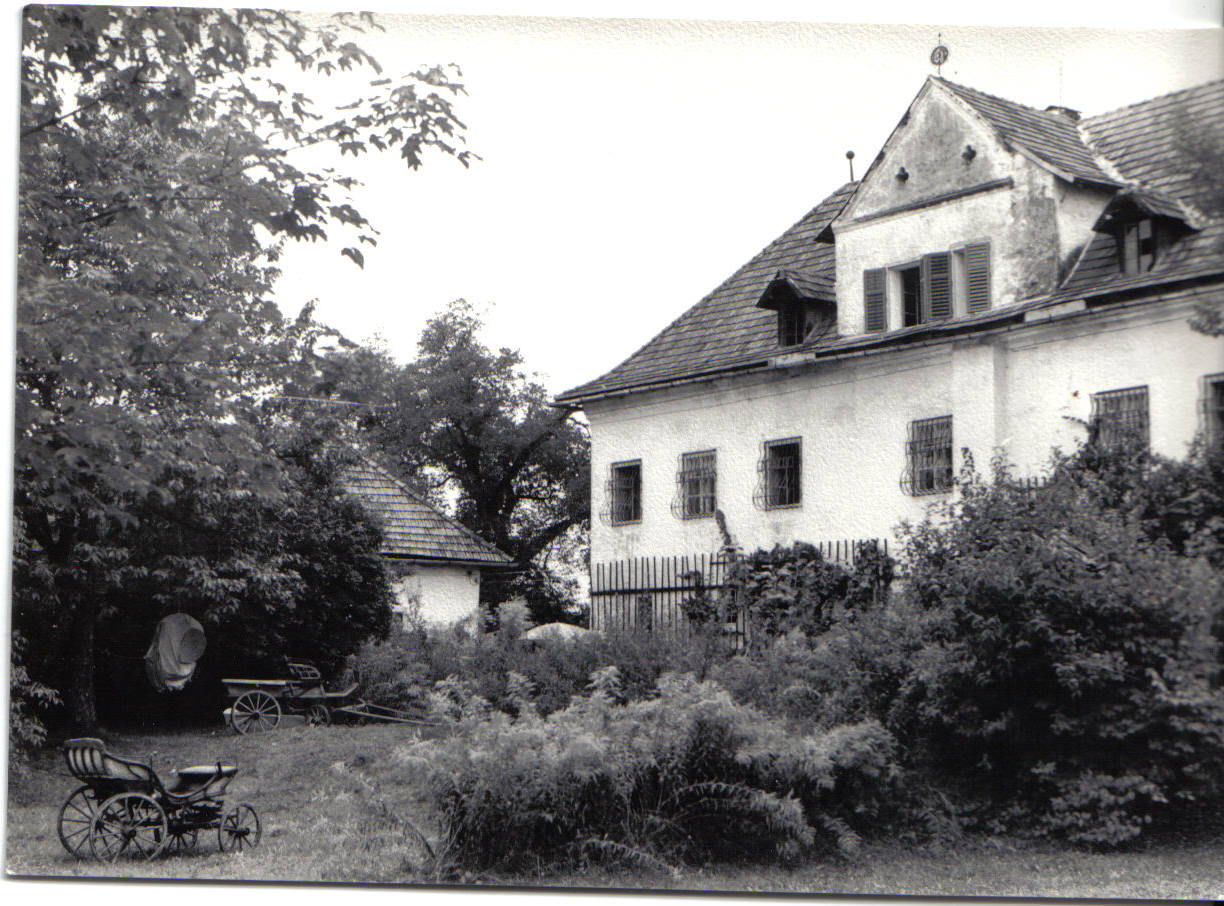
Tonhof um 1968

Der Tonhof steht im Zentrum der Marktgemeinde Maria Saal im Bezirk Klagenfurt-Land in Kärnten. Der ehemalige herrschaftliche Gutshof stand im Besitz der adeligen Familie Weis-Ostborn (bis 1919: Weis Ritter von Ostborn). Die Gebäude stehen unter Denkmalschutz (Listeneintrag).

## Geschichte
Der Tonhof bzw. Tannhof wurde 1431/32 als Zehenthof erwähnt. Die beiden Gebäude des Tonhofes wurden später als Pflegeamt und als Gericht genützt. Das Verwaltungsgebäude, der Tonhof im engeren Sinn, konnte über die Zeit seine alte Gestalt behalten und hat ein in gotischem Stil errichtetes Erdgeschoß. Das Gerichtsgebäude war das Geburtshaus von Friedrich Welwitsch (1806–1872), dem Sohn des damaligen Landrichters.
Bei den Wahlen zum Kärntner Landtag 1909 sicherte der Tonhof als Landtäflicher Besitz Marie Weiß von Ostborn geb. Schnerich (Deutsche Volkspartei) das Wahlrecht in der Kategorie Großgrundbesitz.
Der als Sommersitz des in Graz im Finanzdienst tätigen promovierten Juristen und Musikers Julius Weis Ritter von Ostborn (* 1862, Wiener Neustadt; † 1927, Maria Saal) genutzte Tonhof beherbergte in den Jahren nach dem Ende des Ersten Weltkriegs laufend Persönlichkeiten aus Musik und Kultur, zum Beispiel Ernst Décsey (1870–1941),   Josef Labor (1842–1924) sowie den Bassisten Wilhelm Wissiak (1878–1960).
1954, zu ihrer Hochzeit mit dem Komponisten Gerhard Lampersberg (1928–2002) erhielt die Sängerin Maja, geborene Weis-Ostborn (1919–2004), den Tonhof als Mitgift. Später lernte das Paar im Wiener Art Club unter anderen Thomas Bernhard kennen, der im Tonhof „zwischen 1957 und 1959 (nach Oliver Bentz bis Sommer 1960) […] Zuflucht und Heimat“ fand, sich aber später wegen seines Romans „Holzfällen“ (1984) mit den Lampersbergs überwarf (siehe unten).
In den 1960er Jahren etablierte sich im Tonhof – als eine Art Künstler-Sommerresidenz – ein Kulturkreis der Wiener Avantgarde aus Literatur, Musik und Kunst (→ Wiener Gruppe), darunter
- die Schriftsteller Gerhard Rühm, H. C. Artmann, Wolfgang Bauer, Peter Handke, Konrad Bayer, Jeannie Ebner, Gert Jonke, Christine Lavant als eine der ersten, Peter Turrini, Josef Winkler und Erna Wobik,
- die bildenden Künstler Maria Lassnig, Jürgen Leskowa, Fritz Riedl, Viktor Rogy und Sepp Schmölzer,
- die Theatermacher Bibiana Zeller und Herbert Wochinz,
- die Komponisten Friedrich Cerha, Iván Eröd, Anestis Logothetis, Ernst Kölz und Otto M. Zykan, Meinhard Rüdenauer, Renate Spitzner sowie
- der Teppichkünstler Fritz Riedl und die Tänzerin Joana Thul (Elfriede Slukal; 1922–1976), deren Selbstmord nach Meinung von Oliver Bentz „wohl der äußere Anlaß für Thomas Bernhards Arbeit an ‚Holzfällen‘ war“[4].

Im Juli 1960 wurden im Theater am Tonhof an acht Abenden die Oper Köpfe sowie die drei Einakter Die Erfundene, Rosa sowie Frühling (ur)aufgeführt (Libretto/Text: Thomas Bernhard, Musik: Gerhard Lampersberg, Regie: Herbert Wochinz, Dirigat: Friedrich Cerha).
In der Scheune des Tonhofes wurden während dieser Zeit die Werke der Künstler ausgestellt und wurde die Landbevölkerung in das Leben am Tonhof einbezogen. Die im Ort lebenden Kinder (die sogenannten „Tonhof-Kinder“) bekamen seitens der Mäzenin Maja Lampersberg die Möglichkeit, im Haus zu komponieren und zu malen, wodurch die Musik und die Literatur an die junge Generation herangetragen wurde.
Nicht nur Thomas Bernhard nahm sich (angeblich – er bestreitet dies im Briefverkehr mit seinem Verleger vom Suhrkamp-Verlag Siegfried Unseld) das Ehepaar Lampersberg und den Tonhof zur Vorlage, sondern auch Peter Turrini tat dies in „Bei Einbruch der Dunkelheit“ (2006/2007), der seinerseits wiederum Thomas Bernhard als Protagonist am Tonhof in dem Theaterstück abbildet.

## Film
- Peter Turrini: Rückkehr an meinen Ausgangspunkt, Kino-Dokumentarfilm, 90 min (plus 100 min. Lesungen), Österreich 2014, Buch und Regie: Ruth Rieser